# Svartstrupig saltator
Svartstrupig saltator (Saltatricula atricollis) är en fågel i familjen tangaror inom ordningen tättingar. Den förekommer i torra gräs- och buskmarker i östra Sydamerika. Beståndet anses vara livskraftigt.

## Utseende och läte
Svartstrupig saltator har olivbrun rygg, ljus buk och beigefärgad undergump. Den orangefärgade stenknäcksliknande näbben kontrasterar tydligt med svart ansikte och svart haklapp. Ungfågeln har mörk näbb. Sången består av en serie snabba och melodiska visslingar.

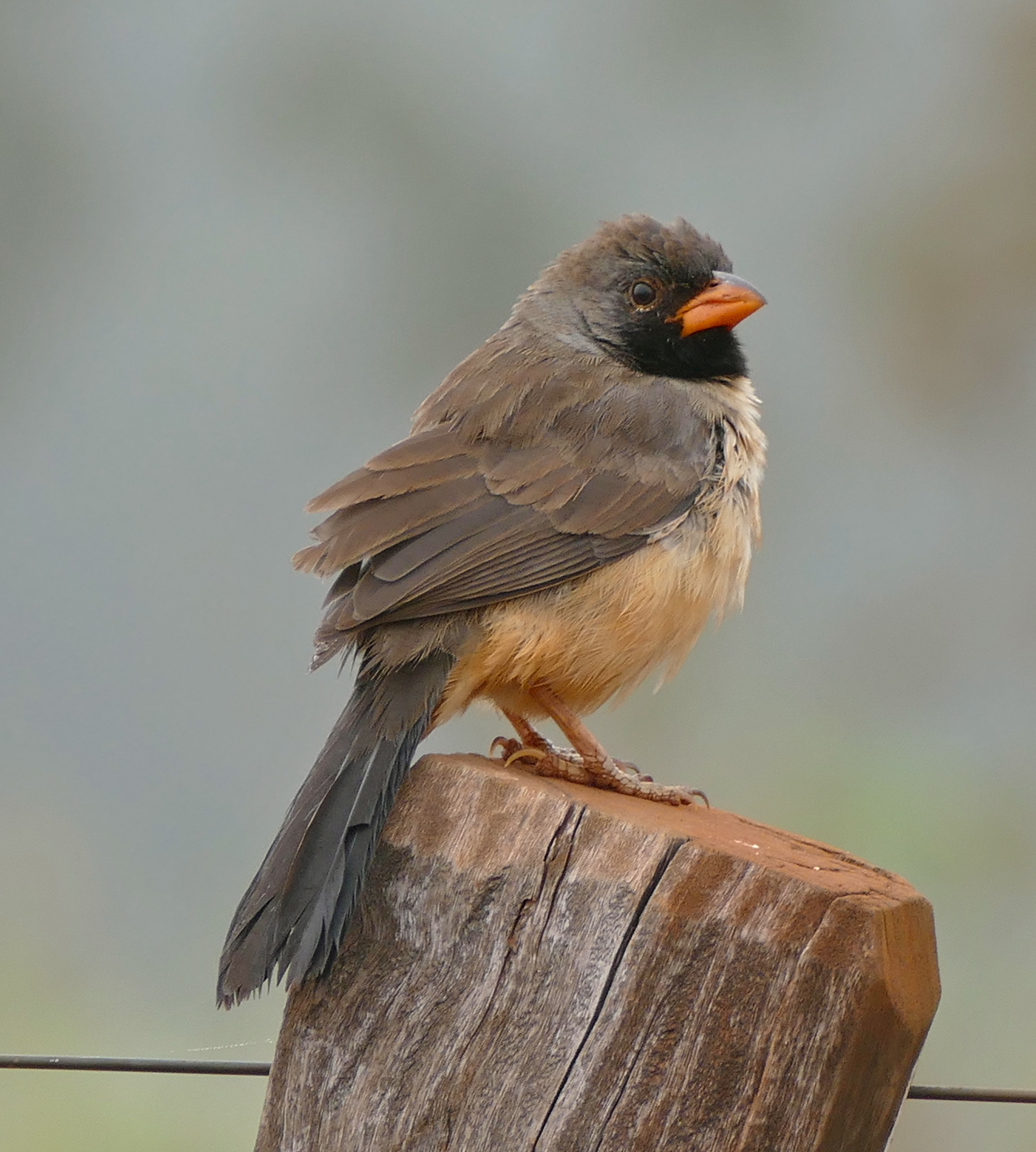

## Utbredning och systematik
Fågeln förekommer i campos i östra Bolivia, nordöstra Paraguay och inre nordöstra och centrala Brasilien. Den behandlas som monotypisk, det vill säga att den inte delas in i några underarter.

### Släktestillhörighet
Arten placerades tidigare i Saltator men förs numera till Saltatricula efter DNA-studier som visar att chacosaltator (Saltatricula multicolor) är dess närmaste släkting. Vissa tolkar dock resultaten annorlunda så att Saltator expanderas till att även inkludera chacosaltatorn.

### Familjetillhörighet
Tidigare placerades saltatorerna i familjen kardinaler (Cardinalidae). DNA-studier visar dock att de tillhör tangarorna (Thraupidae).

## Levnadssätt
Svartstrupig saltator är en karismatisk invånare i savann, caatinga och buskmarker. Den är ljudlig och lätt att få syn på när den sitter synligt i busktoppar och på stängseltrådar. Fågeln ses ofta som en del av kringvandrande artblandade flockar.

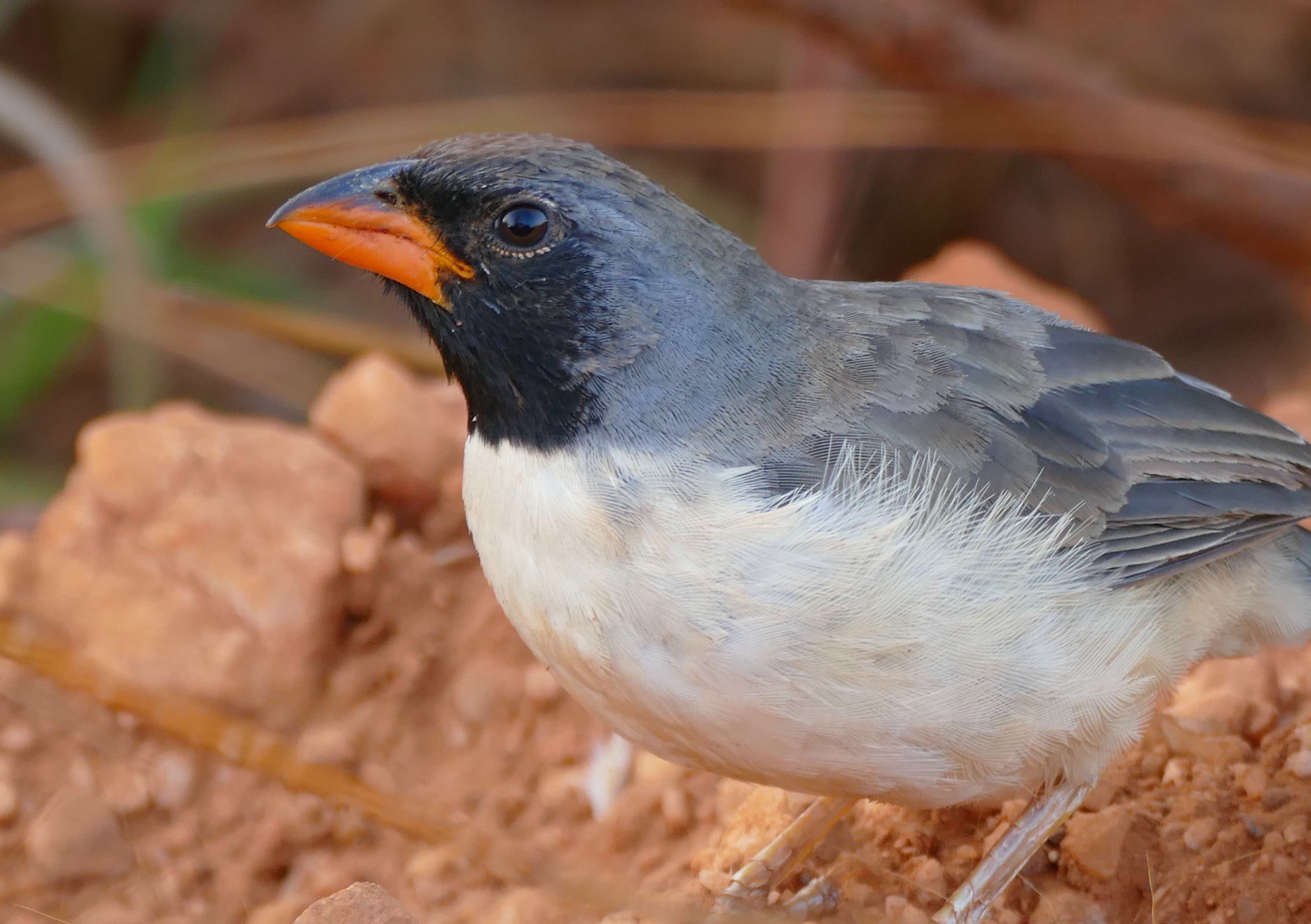

## Status
Arten har ett stort utbredningsområde och internationella naturvårdsunionen IUCN kategoriserar arten som livskraftig. Beståndsutvecklingen är dock oklar.